# Aurora en Cephalus
Aurora en Cephalus (Frans: Aurore et Céphale) is een schilderij van François Boucher uit 1733. Het werk maakt sinds 1801 deel uit van de collectie van het Museum voor Schone Kunsten in de Franse stad Nancy.

## Herkomst
François Boucher schilderde Aurora en Cephalus na zijn terugkeer uit Italië. Het werk is gemaakt in opdracht van François Derbais, advocaat van het parlement van Parijs, voor de biljartkamer in zijn privéhuis aan de Rue de la Poissonnière in die stad. Het was een pendant van  Venus vraagt Vulcanus om wapens voor Aeneas, dat Boucher in 1732 maakte. 
De advocaat overlijdt zonder nakomelingen, waarna de twee schilderijen worden verkocht. Ze komen opnieuw op de markt bij een veiling in 1786. Paillet koopt ze dan voor de koning voor een bedrag van 3.121 livre. Ze komen in het Louvre terecht. In oktober 1800 is Aurora en Cephalus een van de werken die wordt uitgekozen om de kamers van het Kasteel van Lunéville te versieren ter gelegenheid van de ondertekening van het vredesverdrag tussen Frankrijk en Oostenrijk. Op verzoek van het departement Meurthe worden 13 schilderijen, waaronder dit werk van Boucher, opgenomen in het museum van Nancy, nog voordat veel kunstwerken over Frankrijk verdeeld werden door het besluit-Chaptal van september 1801.

## Voorstelling
Het mythologisch onderwerp van het schilderij is afkomstig uit de Metamorfosen van Ovidius (Boek VII). De jonge jager Cephalus, echtgenoot van Prokris, wordt tegen zijn wil ontvoerd door Aurora, de godin van de dageraad. De jager verzet zich tegen de godin, omdat hij alleen van Prokris houdt en wordt teruggestuurd naar zijn vrouw. De poging van Aurora heeft hem doen twijfelen aan de trouw van zijn eigen vrouw. Bij thuiskomst probeert hij haar vermomd als vreemdeling zijn te verleiden. Als hij na heel lang aandringen succes lijkt te hebben, onthult hij zijn ware identiteit. Prokris vlucht van huis en pas na lange tijd verzoenen de echtgenoten zich weer. Later wacht hun een treurig lot als Cephalus zijn vrouw per ongeluk vermoordt als hij haar voor wild aanziet.
Boucher verzacht het verhaal door het terug te brengen tot de harmonieuze vereniging van Aurora en Cephalus. Het schilderij laat alle dramatische aspecten uit Ovidius' werk achterwege. De atletische jongeman richt een smachtende blik op de verleidelijke godin en toont geen weerstand. Zijn jachthonden en pijlen zijn linksonder te zien. Boucher zou tijdens zijn carrière regelmatig naar dit soort onderwerpen terugkeren.

## Afbeelding

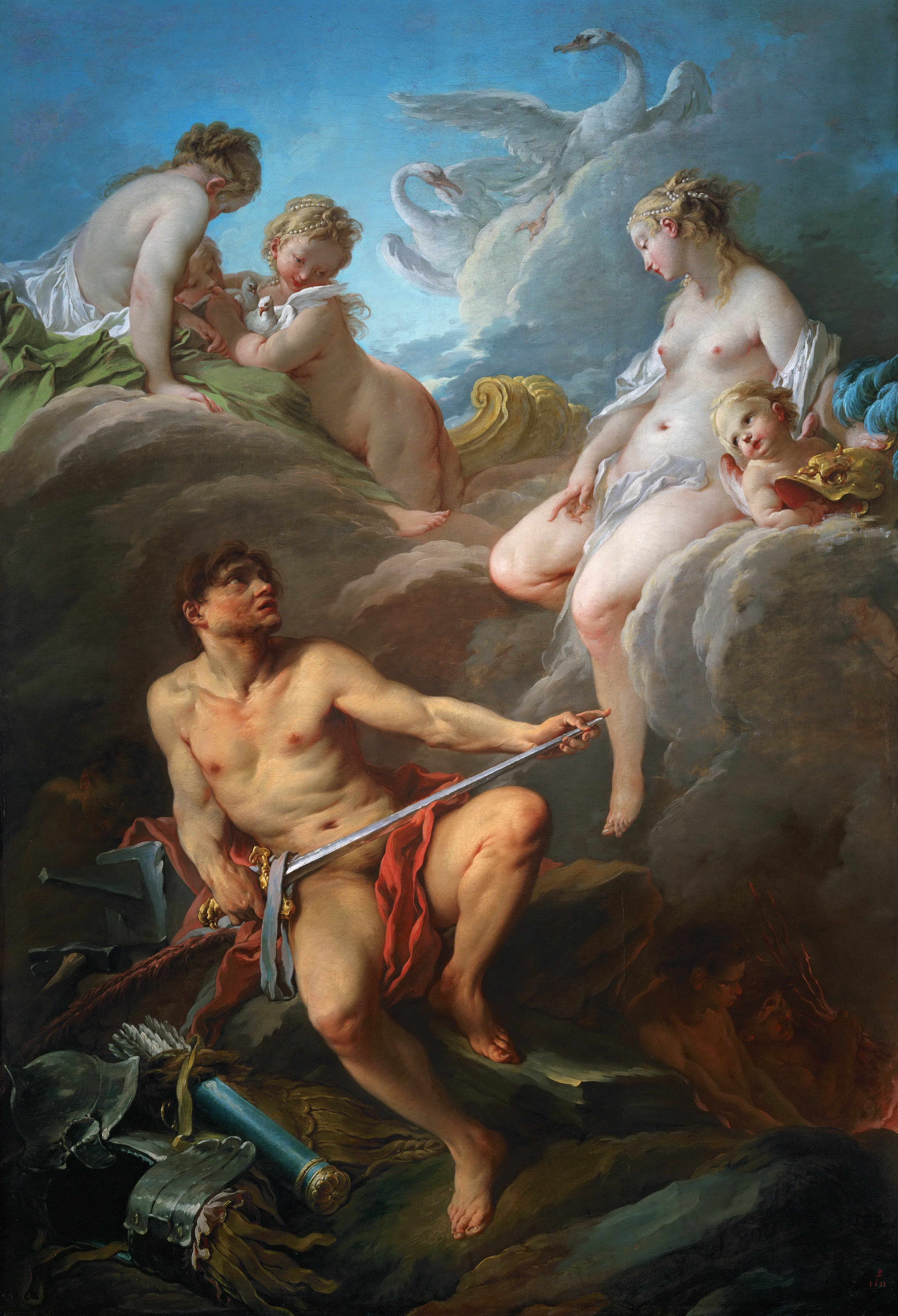
Venus vraagt Vulcanus om wapens voor Aeneas (1732)